# Carl-Hugo Hahn
Pour les articles homonymes, voir Hahn.
Carl-Hugo Hahn (Ādaži, près de Riga, 18 octobre 1818-Le Cap, 24 novembre 1895) est un missionnaire, linguiste et explorateur allemand, spécialiste du Héréro.

## Biographie
Né dans une famille bourgeoise, il étudie à l'école du génie de l'armée russe (1834) puis, insatisfait de ce cursus, entre chez les missionnaires (1837) de la Société des missions du Rhin à Wuppertal.
Après l'obtention de son diplôme (1841), il part pour le Sud-Ouest africain via l'Afrique du Sud et arrive au Cap le 13 octobre 1841 avec pour mission de christianiser les Namaquas et les Héréros. Il vit ainsi auprès d'eux jusqu'en 1844 avec son compatriote Franz Heinrich Kleinschmidt puis fonde la station de Neubarmen (aujourd'hui Gross Barmen).
En 1857, dans l'espoir d’évangéliser l'Ovamboland, il accompagne Johannes Rath puis Frederick Green (1859) jusqu'à Ondonga où il retournera en 1866 après un passage à Otjimbingwe (1863) pendant lequel il établit une mission.

## Travaux
- Grundzüge der Grammatik des Herero nebst einem Wörterbuch, 1857
- Grammatik und Lexikon der Hererosprache, 1875
- Tagebücher 1837-1860, publié en 1984